# Премия Народного Почёта
Премия Народного Почёта (яп. 国民栄誉賞 Кокумин Эйёсё:) — японская государственная награда; премия, присуждаемая премьер-министром Японии.
Исходная идея этой премии была высказана в 1966 году в правительстве Эйсаку Сато при основании «Премии премьер-министра», однако первое награждение было произведено 1977 году.
По сложившейся практике награждения премия не имеет ограничений по гражданству или подданству лауреата (самая первая премия была присуждена в 1977 году бейсболисту Садахару О, гражданину Тайваня), его гражданскому состоянию или возрасту (из 22 индивидуальных лауреатов двенадцати, включая одного без вести пропавшего, премия была присуждена посмертно; десять получили её прижизненно в возрасте от 27 до 89 лет).
Кроме того, в 2011 году премия впервые была присуждена коллективному лауреату — женской сборной Японии по футболу.

## Лауреаты премии
С 1977 по середину 2013 года Премия Народного Почёта была присуждена 23 лауреатам. Ниже представлен их полный текущий список.
| №  | Дата вручения (премьер-министр)                | Лауреат (возраст, для прижизненных лауреатов)    | Род занятий                                             | Формулировка основания для награды (примечание) | Другие государственные награды и звания                                                                      |
| -- | ---------------------------------------------- | ------------------------------------------------ | ------------------------------------------------------- | --- | --- |
| 1  | 5 сентября 1977 (Такэо Фукуда)                 | Садахару О (Ван Чжэньчжи) (37)                   | Спортсмен (бейсбол)                                     | За достижение рекорда по хоум-ранам (756). (яп. ホームラン新記録達成の功（756号本塁打）) (Мировой рекорд: 756 хоум-ранов к моменту получения премии, 868 к концу игровой карьеры) | • Заслуженный деятель культуры                                                                               |
| 2  | 4 августа 1978 (Такэо Фукуда)                  | Масао Кога                                       | Композитор                                              | За достижения в композиции музыки. (яп. 「古賀メロディー」作曲による業績) | • 従四位 (яп.) • Орден Священного сокровища 3-й степени • Медаль с Пурпурной Лентой • 銀杯一個（菊紋） (яп.) |
| 3  | 19 апреля 1984 (Ясухиро Накасонэ)              | Кадзуо Хасэгава                                  | Актёр театра кабуки, кино и телевидения                 | За вклад в искусство театра и кино искренним, тщательным и выдающимся исполнением. (яп. 真摯な精進 卓越した演技と映画演劇界への貢献の功) | • Орден Священного сокровища 3-й степени • Медаль с Пурпурной Лентой • 銀杯一個（菊紋）                      |
| 4  | 19 апреля 1984 (Ясухиро Накасонэ)              | Наоми Уэмура                                     | Путешественник, альпинист                               | За покорение высочайших вершин пяти континентов мира и другие достижения. (яп. 世界五大陸最高峰登頂などの功) | |
| 5  | 9 октября 1984 (Ясухиро Накасонэ)              | Ясухиро Ямасита (27)                             | Спортсмен (дзюдо)                                       | За достижение беспрецедентных рекордов, искреннюю преданность дзюдо и другие заслуги. (яп. 柔道における真摯な精進 前人未踏の記録達成などの功) | • Медаль с Пурпурной Лентой • 銀杯一組（菊紋） (яп.)                                                         |
| 6  | 22 июня 1987 (Ясухиро Накасонэ)                | Сатио Кинугаса (40)                              | Спортсмен (бейсбол)                                     | За достижение беспрецедентного рекорда и искреннюю преданность бейсболу. (яп. 野球における真摯な精進 前人未到の記録達成の功) (Мировой рекорд непрерывной игры (2215 игр в течение 1970—1987 годов); побит Кэлом Рипкеном (мл.) в 1996) | |
| 7  | 6 июля 1989 (Сосукэ Уно)                       | Кадзуэ Като (Хибари Мисора)                      | Певица, актриса кино                                    | За искреннюю преданность песне, приносящей людям мечты и надежды. (яп. 真摯な精進 歌謡曲を通じて国民に夢と希望を与えた功) | |
| 8  | 29 сентября 1989 (Тосики Кайфу)                | Мицугу Акимото (Тиёнофудзи Мицугу)               | Борец сумо, 58-й ёкодзуна                               | За выдающийся вклад и искреннюю преданность миру сумо. (яп. 真摯な精進 相撲界への著しい貢献の功) Мировой рекорд побед на дохё (позже перекрыт Тайхо) | |
| 9  | 28 мая 1992 (Киити Миядзава)                   | Такэо Масунага (Итиро Фудзияма)                  | Певец, композитор, дирижёр                              | За принесение японскому народу воодушевления и надежд посредством песен. (яп. 歌謡曲を通じて国民に希望と励ましを与えた功 美しい日本語の普及に貢献) | • 従四位 • Орден Священного сокровища 3-й степени • Медаль с Пурпурной Лентой • 銀杯一個（菊紋）             |
| 10 | 28 июля 1992 (Киити Миядзава)                  | Матико Хасэгава                                  | Первая женщина-профессиональная мангака                 | За принесение успокоения и вдохновения людям Японии после войны посредством манги. (яп. 家庭漫画を通じて戦後の我が国社会に潤いと安らぎを与えた功) | • Орден Драгоценной короны 4-й степени • Медаль с Пурпурной Лентой                                           |
| 11 | 26 февраля 1993 (Киити Миядзава)               | Рёити Хаттори                                    | Композитор                                              | За принесение японскому народу надежд и вдохновения множеством популярных песен. (яп. 数多くの歌謡曲を作り国民に希望と潤いを与えた功) | • 従四位 • Орден Священного сокровища 3-й степени • Медаль с Пурпурной Лентой • 銀杯一個（菊紋）             |
| 12 | 3 сентября 1996 (Рютаро Хасимото)              | Ацуо Тадакоро (Киёси Ацуми)                      | Актёр                                                   | За принесение японскому народу радости и вдохновения созданием и исполнением образа, полного человечности, в серии фильмов «Тора-сан». (яп. 映画「男はつらいよ」シリーズを通じ人情味豊かな演技で広く国民に喜びと潤いを与えた功) | • Медаль с Пурпурной Лентой • 銀杯一個（菊紋）                                                               |
| 13 | 7 июля 1998 (Рютаро Хасимото)                  | Тадаси Ёсида                                     | Композитор                                              | За несение японскому народу мечты, наслаждения и вхохновения композицией музыки. (яп. 「吉田メロディー」の作曲により国民に夢と希望と潤いを与えた功) | • 従四位 • Орден Восходящего солнца 3-й степени • Медаль с Пурпурной Лентой                                  |
| 14 | 1 октября 1998 (Кэйдзо Обути)                  | Акира Куросава                                   | Кинорежиссёр                                            | За ряд бессмертных шедевров, глубоко впечатливших людей Японии и оставивших яркий след в истории мирового кинематографа. (яп. 数々の不朽の名作によって国民に深い感動を与えるとともに世界の映画史に輝かしい足跡を残された功) | • 従三位 (яп.) • Орден Культуры • 銀杯一組（菊紋）                                                           |
| 15 | 30 октября 2000 (Ёсиро Мори)                   | Наоко Такахаси (28)                              | Спортсменка (лёгкая атлетика, бег на длинные дистанции) | Спортсменке, принесшей своей стране первую золотую медаль на Летних Олимпийских играх 2000 года в Сиднее — в марафоне, требующем неспадающих усилий и полной отдачи, придя к финишу со свежестью и улыбкой на лице и подарив нации пример доблести. (яп. これは、同氏が、我が国陸上競技の長い歴史の中で、２０００年シドニーオリンピック競技大会において、女子選手として史上初の金メダルを獲得されるとともに、たゆまぬ努力とひたむきな姿勢によって世界の強豪が集うマラソン競技を、さわやかな笑顔でゴールインし、青少年をはじめ国民に感動と勇気を与えたことによるものです。) | • 銀杯一組（菊紋）                                                                                           |
| 16 | 23 января 2009 (Таро Асо)                      | Минору Эндо                                      | Композитор                                              | За многочисленные знаменитые произведения музыки, переполненные чувствами и воспитавшие любовь к музыке у нескольких поколений. (яп. 世代を超えて長く愛唱される、情感に満ちあふれた名曲を数多く世に送り出した。) | • 正四位 • Заслуженный деятель культуры                                                                      |
| 17 | 1 июля 2009 (Таро Асо)                         | Мицу Мураками (Мицуко Мори) (89)                 | Актриса театра и кино, певица                           | За многолетнюю плодотворную деятельность на переднем крае театрального искусства, в том числе, более чем 2000-кратное исполнение главной роли в «Дневнике странствующей». (яп. 世代を超えて長く愛唱される、情感に満ちあふれた名曲を数多く世に送り出した。 | • Орден Священного сокровища 3-й степени • Орден Культуры • Медаль с Пурпурной Лентой                        |
| 18 | 22 декабря 2009 (Юкио Хатояма)                 | Хисая Морисигэ                                   | Актёр театра, кино и телевидения, певец                 | За многолетнюю плодотворную деятельность на переднем крае театрального и эстрадного искусства и выдающееся исполнение любимых народом песен. (яп. 芸能の分野において長年にわたり第一線で多彩に活躍。数多くの優れた演技と歌唱は広く国民に愛された。) | • 従三位 • Орден Священного сокровища 2-й степени • Орден Культуры • Медаль с Пурпурной Лентой               |
| 19 | август 2011 (Наото Кан)                        | Женская сборная Японии по футболу                |                                                         | За пример доблести и неослабного упорства в виде победы на Чемпионате мира по футболу среди женщин 2011 в кризисный для японской нации год, когда произошло Великое восточнояпонское землетрясение. (яп. 世代を超えて長く愛唱される、情感に満ちあふれた名曲を数多く世に送り出した。東日本大震災などの発生によって日本国民が極めて困難な状況下に置かれるなか、同年のFIFA女子ワールドカップで初優勝を果たし、最後まで諦めないひたむきな姿勢によって国民に爽やかな感動と困難に立ち向かう勇気を与えた。)                                                                       | |
| 20 | 7 ноября 2012 (Ёсихико Нода)                   | Саори Ёсида (30)                                 | Спортсменка (вольная борьба)                            | За беспрецедентное успешное выступление в борьбе на 13 мировых первенствах подряд, принося людям воодушевление и надежду. (яп. 世界大会13連覇というレスリング競技史上、前人未到の偉業を成し遂げ、国民に感動と希望、勇気を与えた。) | • Медаль с Пурпурной Лентой                                                                                  |
| 21 | 25 февраля 2013 (2-е правительство Синдзо Абэ) | Иван Маркиянович Борышко / Коки Ная (Тайхо Коки) | Борец сумо, 48-й ёкодзуна                               | Любимцу взрослых и детей на протяжении 1960-х годов и величайшему чемпиону эпохи Сёва, 32 раза выигравшему Императорский кубок; человеку, приносившему людям отвагу, надежду и светлые мечты как подлинный герой нации. (яп. 1960年代 に“子どもの好きな物”として 読売ジャイアンツ や 玉子焼き と並び称されることが 流行語 になったほどの人気者。大相撲史上最多となる32回の幕内優勝を成し遂げるなど、“昭和の大横綱”として相撲界に輝かしい功績を残すとともに、多くの国民に愛される国民的な英雄として社会に明るい夢と希望と勇気を与えることに顕著な業績があった。)            | • 正四位 • Орден Восходящего Солнца • Заслуженный деятель культуры Украина • Орден «За заслуги» III степени  |
| 22 | 25 мая 2013 (Синдзо Абэ)                       | Сигэо Нагасима (77)                              | Спортсмен (бейсбол)                                     | Уточняется. (яп. 闘志あふれるプレイと驚異的な勝負強さで野球史に輝かしい成績を残し、“ミスタープロ野球”として誰からも愛される国民的スターとしてプロ野球を国民的なスポーツにまで高め、野球界の発展にきわめて顕著な貢献をしたとともに、国民に深い感動と社会に明るい夢と希望を与える事に顕著な実績があった) | • Заслуженный деятель культуры                                                                               |
| 23 | 25 мая 2013 (Синдзо Абэ)                       | Хидэки Мацуи (38)                                | Спортсмен (бейсбол)                                     | Уточняется. (яп. 長嶋茂雄との師弟関係にあり、ひたむきな努力と真摯なプレイにより日米通じて20年間にわたり常にチームの主軸を担い、日本人初となるワールドシリーズMVPの獲得など数々の素晴らしい成績を残し、“ゴジラ”の愛称で日米の国民から愛され、親しまれ、その活躍は社会に大きな感動と喜びを与え、多くの青少年に夢や希望を与えた) | |
| 24 | 20 октября 2016 (Синдзо Абэ)                   | Каори Итё (32)                                   | Спортсменка (вольная борьба)                            | За победы в четырёх Олимпийских играх подряд, впервые в истории Игр во всем мире, произвёдшие глубокое впечатление и давшие отвагу гражданам и надежду обществу (яп. オリンピック競技大会史上初めて、女子個人種目四連覇という世界的な偉業を成し遂げられ、多くの国民に深い感動と勇気、社会に明るい希望を与えたこと) | |

## Отказы от премии
В истории премии было несколько случаев отказа от присуждённой награды:
- 1983 — бейсболист Ютака Фукумото[англ.], поставивший рекорд «украденных баз[англ.]» (939)[21], был предварительно уве́домлен о своём кандидатстве на премию, но отказался от неё.
- 1989 — композитору Юдзи Косэки[англ.], обладателю Медали Почёта с Пурпурной Лентой и кавалеру Ордена Священного сокровища 3-й степени, посмертно была предварительно присуждена премия, однако был получен отказ от его семьи.
- 2001 и 2004 — ещё одному бейсболисту-рекордсмену, Итиро Судзуки, премия предлагалась дважды, в 2001 и 2004 годах, но оба раза была отклонена им из-за его отношения к ней как к награде для завершающих свою деятельность, неуместной для находящегося в расцвете карьеры.